# Филиоара (Њамц)
Филиоара (рум. Filioara) насеље је у Румунији у округу Њамц у општини Агапија. Oпштина се налази на надморској висини од 507 m.

## Становништво
Према подацима из 2002. године у насељу је живело 1093 становника, од којих су сви румунске националности.